# Чичон
Чичон је вулкан који се налази у на југу Мексика, у шумама државе Чијапас. Открио га је немачки истраживач Фридих Молерајд 1928. године. Прва серија ерупција догодила се 1982. године. Налази се 170 км од мора. Ова подручја су склона земљотресима.

## Статистика и основни подаци
- Надморска висина : 1.260 м
- Ширина кратера : 700 м
- Последња ерупција : 1982.

## Клима
Субекваторијална клима. Просечна количина падавина износи 900 mm.

## Занимљивости
- Пре ерупције вулкана Ел Чичон многи стручњаци су тврдили да је угашен.
- Вулкан је назван по воћу чичон, јер својим обликом подсећа на њега.
- За време ерупције Ел Чичон 1982. овде је живот изгубио геолог Салвадор Сото.
- Више од 2000 људи је погинуло за време вулканских ерупција које су трајале од 28. марта до 4. априла 1982.

## Оближњи градови
- Канделарија
- Франсиско Леон
- Никапа
- Сачимилико
- Лагуна де Абахо

## Оближње реке
- Суснубак
- Платанар
- Мескалапа

## Оближњи вулкани
- К. Вентана (1250 m)

## Оближњи аеродроми
- Сануапа
- Ел Наранхо